# Edgewood (Nouveau-Mexique)
Pour les articles homonymes, voir Edgewood.
Edgewood est une localité américaine située dans le Comté de Santa Fe, au Nouveau-Mexique. Selon le recensement de 2010, sa population est de 3 735 habitants.

## Personnalités
- Jason Anderson (1993-), pilote américain de motocross et de supercross, est né à Edgewood.